# Макеева, Любовь Геннадьевна
Любовь Геннадьевна Макеева (род. 1 апреля 1965 год, Ленинград) — российская актриса театра и кино. Номинант на высшую театральную премию России «Золотая маска» (2017).

## Биография
Любовь Геннадьевна Макеева родилась 1 апреля 1965 года в Ленинграде. В 1983 году окончила медицинское училище при Ленинградском педиатрическом медицинском институте по специальности медсестра реанимации. В 1989 году поступила в Воронежский государственный институт искусств (бывш. ВГАИ) на актерский курс к В. В. Бугрову. В 1990 году перепоступила в ЛГИТМиК им. Н. К. Черкасова (ныне РГИСИ) на актерско-режиссёрский курс Л. А. Додина. Окончила институт в 1995 году.
В 1993—1996 годах — актриса Малого драматического театра.
С 1996 года служит в Государственном драматическом театре на Васильевском.
В рецензии «Петербургского театрального журнала» на спектакль «Закликухи» об игре Макеевой написано следующее:
«Баба в белом Л. Макеевой предстала перед нами шустрой и озорной простушкой, полной нерастраченной детскости и, одновременно, здоровой жизненной силы. Актриса весело и активно врывается в действие, наполняя пространство радостью, добротой, неутомимой актерской фантазией.»

## Звания и награды
- Благодарность Министра культуры Российской Федерации (2019)[5].

## Номинации
- Номинантка театральной премии «Золотая маска» в номинации «Драма/Женская роль» (2017)[1].

## Фильмография
| Год  |     | Название                               | Роль                          |
| ---- | --- | -------------------------------------- | ----------------------------- |
| 2000 | мтф | Бандитский Петербург. Фильм 2. Адвокат | Татьяна                       |
| 2001 | с   | Чёрный ворон                           | распорядитель                 |
| 2003 | ф   | Любовь императора                      | Дуняша                        |
| 2005 | ф   | Мифы моего детства                     | мать Игната                   |
| 2005 | с   | Тайны следствия                        | гримёр Вера                   |
| 2006 | ф   | Простые вещи                           | Рита                          |
| 2008 | ф   | Передел. Кровь с молоком               | директор детдома              |
| 2008 | ф   | Соло для пистолета с оркестром         | Наталья                       |
| 2009 | ф   | Агент особого назначения               | мать Игната                   |
| 2009 | с   | Адмиралъ                               | жена матроса Тишкина          |
| 2009 | ф   | В сторону от войны                     | тётя Люся                     |
| 2009 | ф   | Прянички                               | воспитательница детского сада |
| 2009 | с   | Улицы разбитых фонарей-9               | домработница Надя             |
| 2010 | с   | Лиговка                                | кухарка                       |
| 2010 | с   | Литейный                               | домработница                  |
| 2010 | ф   | Мы из будущего 2                       | Галина Викторовна             |
| 2011 | ф   | Оплачено любовью                       | Лидия                         |
| 2011 | ф   | Судьба по имени «Фарманъ»              | жена стрелочника              |
| 2011 | ф   | Счастливчик Пашка                      | жена Виктора                  |
| 2012 | мтф | Личные обстоятельства                  | домработница Сундуковых       |
| 2012 | ф   | Соловей-разбойник                      | жена участкового Клавдия      |
| 2013 | с   | Все началось в Харбине                 | ассистент хирурга             |
| 2013 | с   | Дознаватель-2                          | Валентина Кузьминична         |
| 2013 | с   | Литейный                               | Марина Афанасьевна            |
| 2014 | тф  | Инспектор Купер-2                      | Любовь Фролова                |
| 2014 | с   | Иные                                   | няня Майи Зоя                 |
| 2014 | ф   | Лучшие враги                           | Ирина Петровна                |
| 2014 | ф   | Письма на стекле                       | акушерка                      |
| 2014 | с   | Тальянка                               | Клавдия                       |
| 2014 | ф   | Шеф. Новая жизнь                       | барменша                      |
| 2014 | с   | Чужое гнездо                           | Маркеловна                    |
| 2015 | ф   | Высокие ставки                         | Ольга                         |
| 2015 | ф   | Полицейский участок                    | соседка Лёвы                  |
| 2015 | ф   | Профиль убийцы-2                       | Наталья Георгиевна Лавина     |
| 2015 | ф   | Снег и пепел                           | Глафира                       |
| 2015 | с   | Таинственная страсть                   | Светлана Петровна             |
| 2015 | ф   | Осколки счастья-2                      | хирург                        |
| 2016 | с   | Улицы разбитых фонарей                 | начальник ЖЭКа                |
| 2016 | ф   | Шаман. Новая угроза                    | мать Каштанова                |
| 2017 | с   | Кумир                                  | Лопушанская                   |
| 2019 | ф   | Счастье в конверте                     | продавщица магазина           |